# The Black Dahlia Murder
The Black Dahlia Murder ist eine Melodic-Death-Metal-Band aus Detroit, Michigan, die bei Metal Blade Records unter Vertrag steht. Ihre Musik weist deutliche Einflüsse aus den Bereichen Death- und Metalcore auf. Die Band ist nach dem Mord an Elizabeth Short benannt, einem Verbrechen, das 1947 in Los Angeles geschah und dort jahrzehntelang Gesprächsthema blieb.

## Biographie

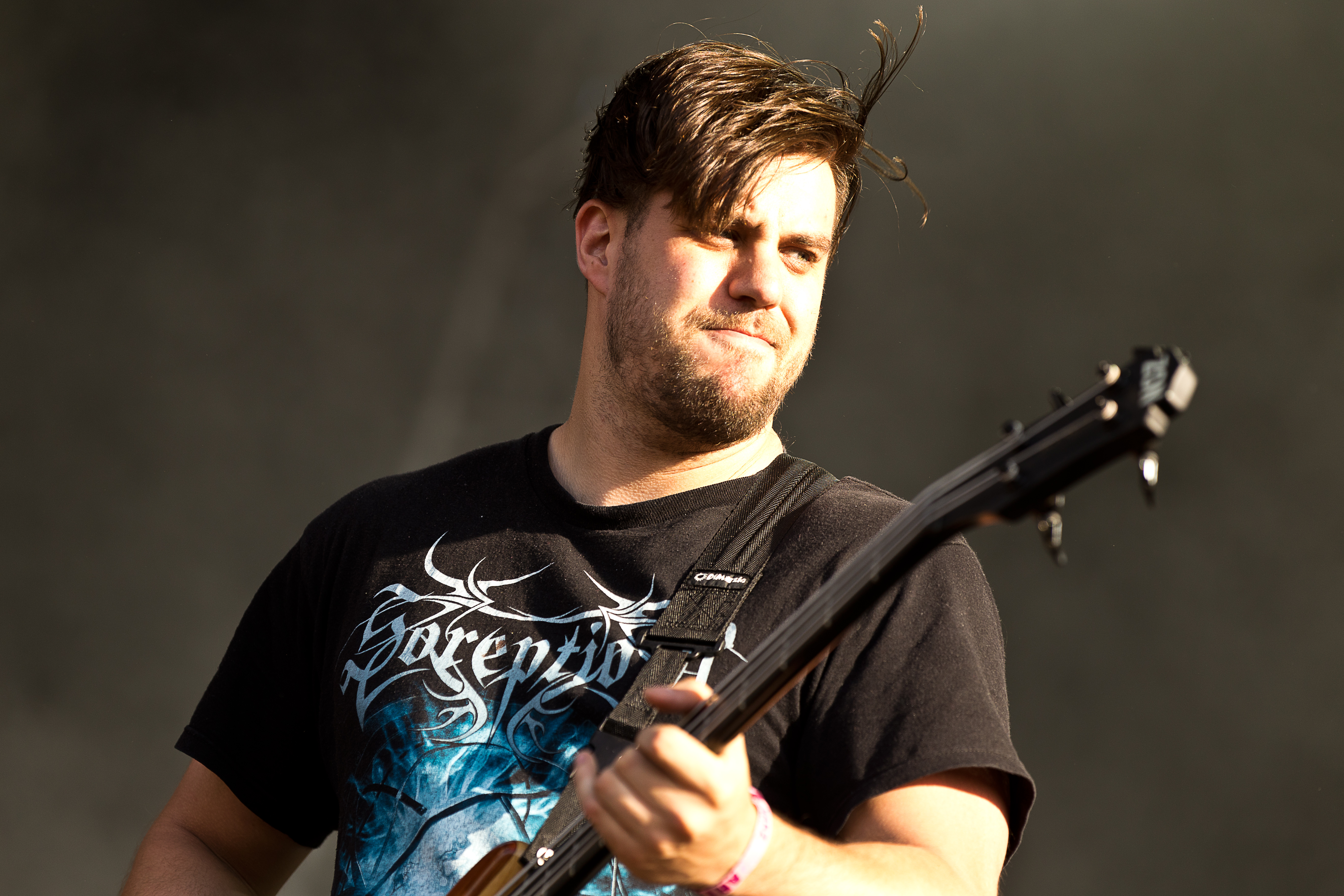
Max Lavelle auf dem Rockharz 2015 in Ballenstedt.

Im Jahr 2002 veröffentlichten sie auf Lovelost Records ihre erste EP, die den Namen A Cold-Blooded Epitaph trägt. Danach gingen sie mit Hate Eternal, Evergrey und Arch Enemy auf Tour.
Nach der Veröffentlichung ihrer EP wurde die Plattenfirma Metal Blade Records auf sie aufmerksam und nahm sie umgehend unter Vertrag. Sie nahmen kurz danach ihr Debütalbum Unhallowed auf und gingen danach mit The Red Chord, Entombed, Napalm Death und Terror auf Tour.
Bassist Bart Williams verließ seine ursprüngliche Band Detroit’s Today I Wait, um mit The Black Dahlia Murder auf Tour zu gehen. Nach der Tour mit Throwdown stieg er ganz in die Band ein. Bart Williams war auch an der Produktion des Debütalbums Unhallowed beteiligt.
Bevor sie das nächste Album aufnahmen, verließ ihr Schlagzeuger Cory die Band, weil er die Strapazen des Tourens nicht aushielt. Er wurde durch Zach Gibson ersetzt, der auch das zweite Studioalbum Miasma einspielte, das Platz 118 der Billboard Top 200 Charts. erreichte. Nach der anschließenden Tour verließ Gibson die Band wieder, sein Nachfolger für die anstehende Japan-Tour war Tony Laureano (er spielte auch schon bei Nile, Dimmu Borgir und Angel Corpse). Bei der Tour spielte auch Bart Williams für die Band und wurde danach ein festes Mitglied. Laureano verließ die Band nach der Tour jedoch wieder und man holte sich Pierre Langlois als neuen Schlagzeuger in die Band. Dieser spielte auf der Tour Sounds Of The Underground und verließ anschließend die Band. Sein Nachfolger wurde in dem ex-All That Remains Schlagzeuger Shannon Lucas gefunden.
Die Band spielte auch auf dem Ozzfest 2005 und nahm auf der Sounds of the Underground Tour 2006 in den USA und Kanada teil. Sie spielten auch auf dem Wacken Open Air 2007. 2007 gingen The Black Dahlia Murder mit Cannibal Corpse in den USA auf Tour, um ihr Album Nocturnal zu bewerben, das im September desselben Jahres veröffentlicht worden war und erreichte Platz 72 der Billboard Top 200 Charts erreichte.
Im Januar und Februar 2008 war die Band mit 3 Inches of Blood, Hate Eternal, Decrepit Birth, Brain Drill und Animosity in den USA auf Tour. Außerdem spielten sie auf der Summer Slaughter Tour mit Kataklysm, Cryptopsy, Vader, Whitechapel und Despised Icon. Im Mai 2009 veröffentlichten The Black Dahlia Murder ihre erste DVD mit dem Titel Majesty. Die DVD beinhaltet eine Dokumentation über die Band, Live-Filmmaterial der Summer Slaughter-Tour und der Tour mit Children of Bodom. Die DVD beinhaltet auch alle Musikvideos und Filmmaterial hinter den Kulissen.
Das vierte Studioalbum Deflorate wurde am 15. September 2009 durch Metal Blade Records veröffentlicht. Es verkaufte sich 12.000-mal in den Staaten, was für einen Sprung auf den 43. Platz der Charts ausreichte. Im Juni 2011 erschien das fünfte Studioalbum Ritual, erneut bei Metal Blade Records. Laut Blabbermouth.net vertrieb die Gruppe 13.000 Kopien ihres Albums in der ersten Woche nach der Veröffentlichung, was zur Folge hatte, dass Ritual auf Platz 31 in die offiziellen US-Charts einstieg.
Im April 2012 trat Bassist Ryan Williams nach sechs Jahren aus der Band aus und wurde durch den ehemaligen Despised-Icon-Bassisten Max Lavelle ersetzt. Sieben Monate später, im November 2012, verließ Shannon Lucas die Band. Als Ersatz für die aktuelle Tour sprang Alan Cassidy als Schlagzeuger ein.
Im Frühjahr 2013 wurde trotz des Absprungs zweier Bandmitglieder (Schlagzeuger Shannon Lucas und Bassist Bart Williams) die geplante Veröffentlichung eines Albums mit dem Titel Everblack angekündigt. Im April 2013 wurde das Album im iTunes Store vorgestellt und im Juni 2013 gemeinsam mit der Single Into The Everblack veröffentlicht.
Im Mai 2022 verstarb Sänger Trevor Strnad. Wenige Monate später gaben die Musiker bekannt, die Band nicht aufzulösen. Gitarrist Brian Eschbach übernahm den Posten des Sängers; als neuer Gitarrist stieß Ryan Knight, der 2016 die Gruppe verlassen hatte, wieder zur Band. Die Musiker erklärten in einem Interview mit dem Decibel Magazin, dass dies der einzige Weg gewesen sei, die Band am Leben zu halten.

## Stil
The Black Dahlia Murder spielen von In Flames, At the Gates, Morbid Angel, Dissection und Carcass beeinflussten Death Metal mit melodischen Einschüben. Sänger Trevor Strnad wechselt dabei zwischen tiefen, typischen Death-Metal-Growls und höheren Schreien.
Trevor Strnad sagte einmal, als er nach dem Musikstil der Band gefragt wurde:

“I’ve always said that we're melodic Death Metal. We are mostly influenced by Swedish bands and Carcass. The heavy end of our sound is the American style creeping in, with some Floridian influences like Morbid Angel, Malevolent Creation and that kind of stuff. We've been labelled more often because of our look than our sound, which is dumb, and speaks volumes about what kind of geniuses are out there!”

„Ich habe immer gesagt, dass wir Melodic Death Metal spielen. Wir werden am meisten von schwedischen Bands und Carcass beeinflusst […] Wir wurden häufiger wegen unseres Aussehens als wegen unseres Sounds abgestempelt, was dumm ist und Bände darüber spricht, was für Genies es da draußen gibt!.“

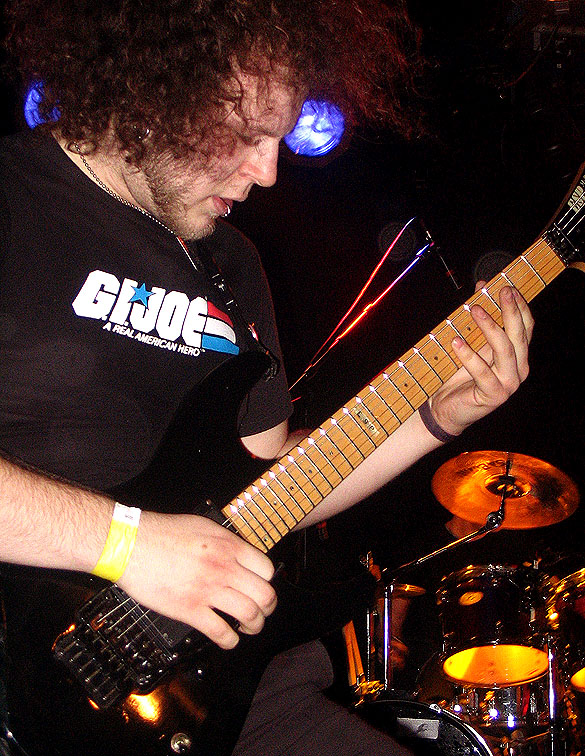
John Kempainen 2006 bei einem Konzert in den Niederlanden
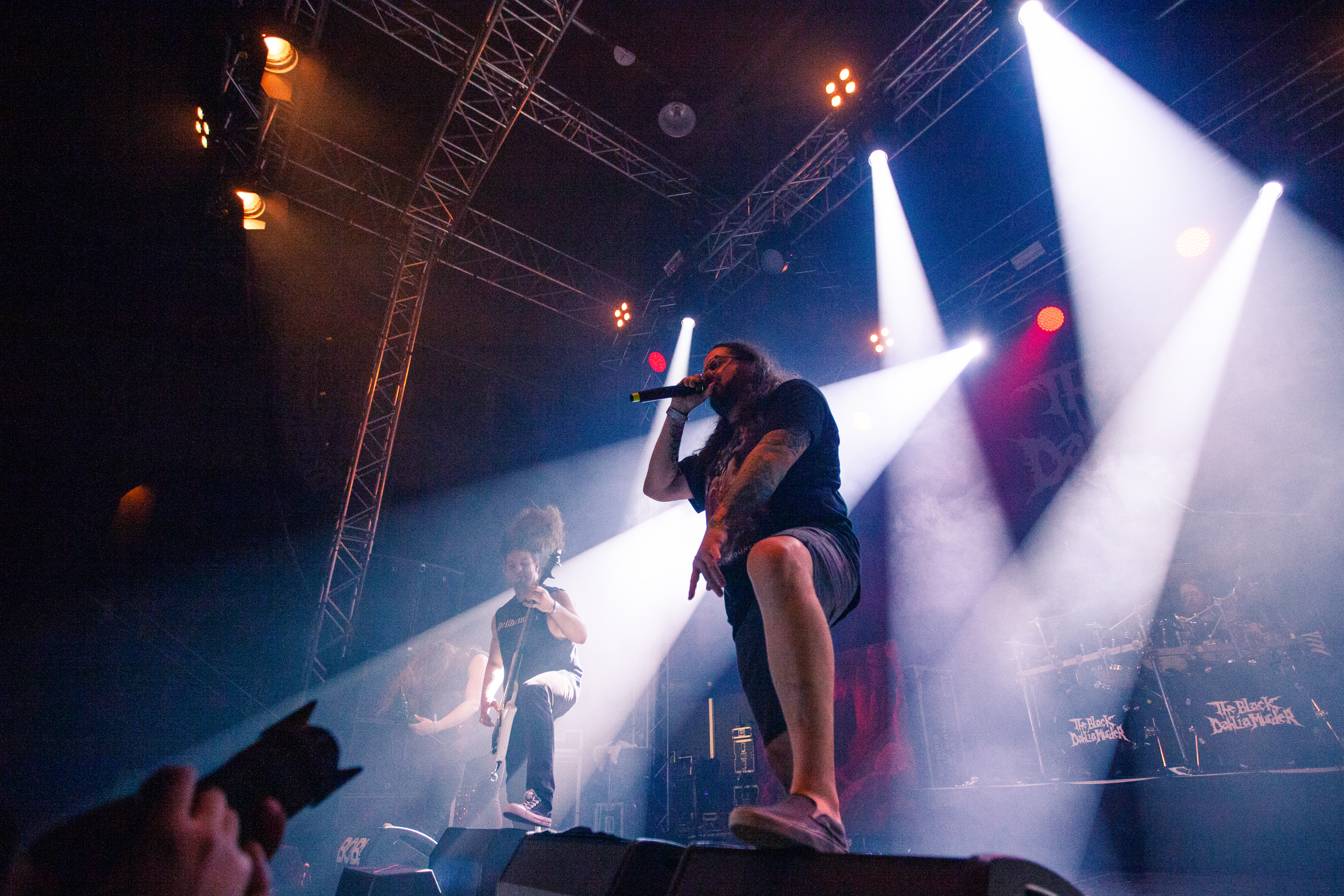
Brian Eschbach, Max Lavelle und Trevor Strnad bei einem Konzert 2019
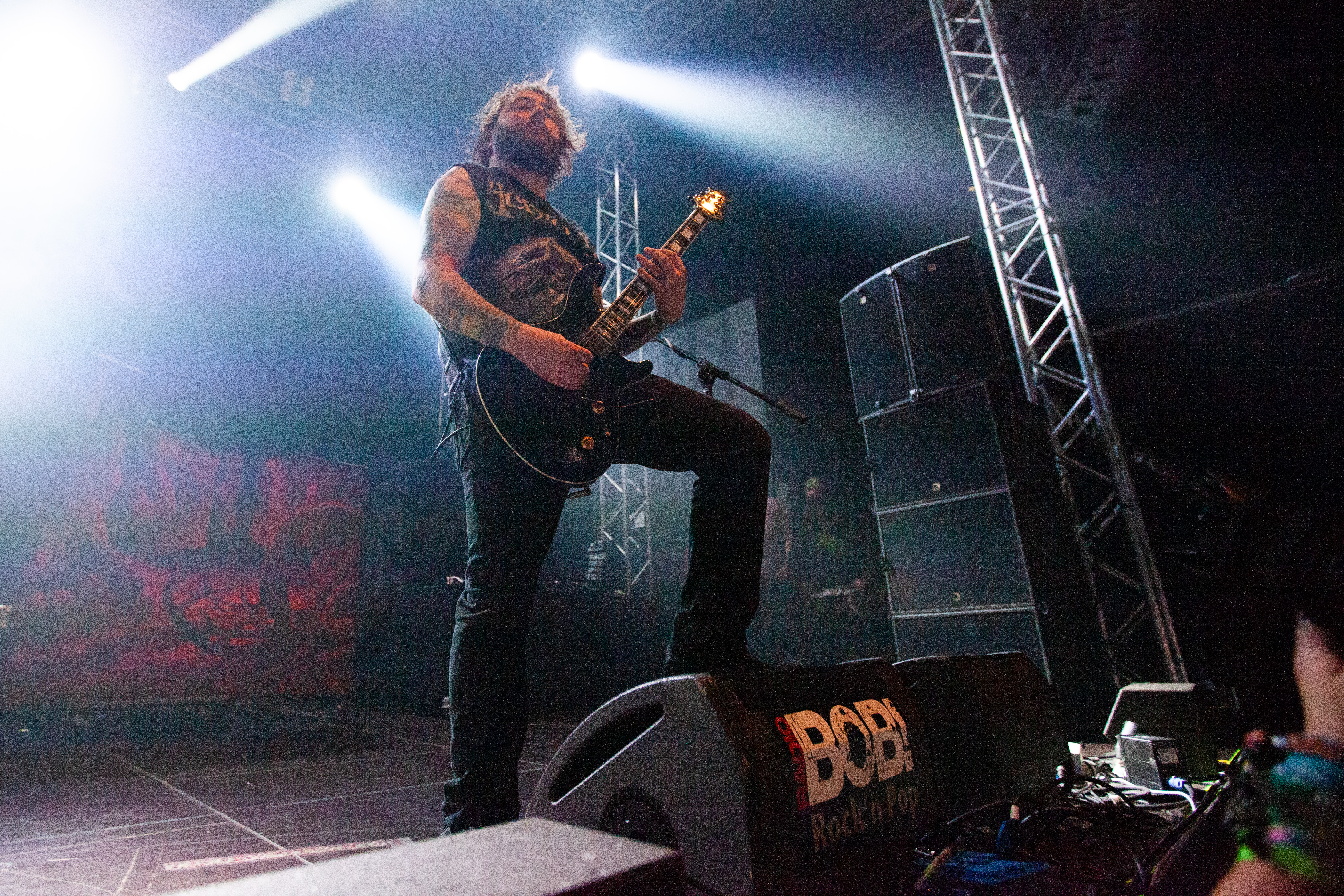
Brian Eschbach bei einem Konzert 2019

## Diskografie

### Alben
| Jahr | Titel Musiklabel          | Höchstplatzierung, Gesamtwochen, AuszeichnungChartplatzierungen (Jahr, Titel, Musiklabel, Platzierungen, Wochen, Auszeichnungen, Anmerkungen) | Höchstplatzierung, Gesamtwochen, AuszeichnungChartplatzierungen (Jahr, Titel, Musiklabel, Platzierungen, Wochen, Auszeichnungen, Anmerkungen) | Höchstplatzierung, Gesamtwochen, AuszeichnungChartplatzierungen (Jahr, Titel, Musiklabel, Platzierungen, Wochen, Auszeichnungen, Anmerkungen) | Höchstplatzierung, Gesamtwochen, AuszeichnungChartplatzierungen (Jahr, Titel, Musiklabel, Platzierungen, Wochen, Auszeichnungen, Anmerkungen) | Anmerkungen                              |
| Jahr | Titel Musiklabel          | DE | AT | CH | US | Anmerkungen                              |
| ---- | ------------------------- | --- | --- | --- | --- | ---------------------------------------- |
| 2003 | Unhallowed Metal Blade    | — | — | — | US118 (1 Wo.)US | Erstveröffentlichung: 17. Juni 2003      |
| 2005 | Miasma Metal Blade        | — | — | — | US118 (1 Wo.)US | Erstveröffentlichung: 12. Juli 2005      |
| 2007 | Nocturnal Metal Blade     | — | — | — | US72 (2 Wo.)US | Erstveröffentlichung: 18. September 2007 |
| 2009 | Deflorate Metal Blade     | — | — | — | US43 (3 Wo.)US | Erstveröffentlichung: 15. September 2009 |
| 2011 | Ritual Metal Blade        | — | — | — | US31 (2 Wo.)US | Erstveröffentlichung: 27. Juni 2011      |
| 2013 | Everblack Metal Blade     | DE91 (1 Wo.)DE | — | — | US32 (2 Wo.)US | Erstveröffentlichung: 11. Juni 2013      |
| 2015 | Abysmal Metal Blade       | DE66 (1 Wo.)DE | — | — | US45 (1 Wo.)US | Erstveröffentlichung: 28. September 2015 |
| 2017 | Nightbringers Metal Blade | DE47 (1 Wo.)DE | AT68 (1 Wo.)AT | CH97 (1 Wo.)CH | US35 (1 Wo.)US | Erstveröffentlichung: 6. Oktober 2017    |
| 2020 | Verminous Metal Blade     | DE7 (1 Wo.)DE | — | — | US99 (1 Wo.)US | Erstveröffentlichung: 17. April 2020     |
| 2024 | Servitude Metal Blade     | DE55 (1 Wo.)DE | AT49 (1 Wo.)AT | — | — | Erstveröffentlichung: 27. September 2024 |

### Demos
- 2001: What a Horrible Night to Have a Curse
- 2002: A Cold-Blooded Epitaph
- 2002: Demo 2002

### Videoalben
- 2009: Majesty
- 2014: Fool ’Em All